# Hecate Enthroned
Hecate Enthroned is een Engelse symfonische-blackmetalband, opgericht in 1993 in Cheshire. De band, bestaande uit zanger Jon en gitarist Nigel, heette oorspronkelijk Daemonum maar dit werd later omgevormd tot Hecate Enthroned. De eerste drie muziekuitgaven behoorden tot de eerste 'symfonische-blackmetalmuziek' buiten Scandinavië, dit samen met de eerdere stijl van de band Cradle of Filth. Later kwamen er meer deathmetalelementen in de muziek van de band, hetgeen kwam door het weggaan van oprichter en vocalist Jon.
In 2004 verscheen het laatste album en later dat jaar werd een nieuwe zanger en keyboardspeler aangenomen. Hoewel de band nog altijd actief is, is er (nog) geen informatie naar buiten gebracht over mogelijk nog te verschijnen muziek.

## Biografie
De band werd in 1993 opgericht door Jon en Nigel onder de naam Daemonum. Onder deze naam werd de demo "Dreams to Mourn" uitgebracht maar de exacte (waarschijnlijk zeer gelimiteerde) oplage is onbekend, evenals een tracklist of speelduur.
Na deze demo werd Jon door Dani Filth (Cradle of Filth) gevraagd of hij mee wilde helpen aan het album Dusk... and her Embrace, waarmee in 1994 begonnen werd (het album kwam pas uit in 1996). Echter, na een jaar bij Cradle of Filth te hebben gewerkt keerde Jon terug naar de band en veranderde hij, samen met Nigel, de naam naar Hecate Enthroned.
In 1995 bracht ze de demo 'An Ode for a Haunted Wood' uit, waarbij ze aandacht trok van het Britse label 'Blackend Records'. De stijl van de demo van sterk overeenkomstig met het eerdere werk van Cradle of Filth, iets wat niet geheel onverwachts was.
Later bracht de band een videoclip uit voor het nummer 'An Ode for a Haunted Wood', waarbij het nummer sterk werd ingekort. De clip vertoonde veel overeenkomsten met de clip "Call of the Wintermoon" van de Noorse band Immortal.
In 1997 bracht de band haar debuut uit, genaamd "The Slaughter of Innocence, a Requiem for the Mighty". Hoewel de stijl overeenkomstig was met de stijl van Cradle of Filth waren de teksten sterk verschillend. Waar Cradle of Filth nooit een satanistische band is geweest gingen de teksten van Hecate Enthroned voornamelijk over Satanisme, dood en haat.
In 1998 werd het tweede album uitgebracht, hetgeen de titel "Dark Requiems...and Unsilent Massacre" droeg. ("Unsilent" was een woord dat eerder door de Immortal werd gebruikt). Het album had als probleem dat de nummers geen 'eenheid' vormden maar meer los van elkaar stonden. Op dit album bereikten de vocalen van Jon echter een hoogtepunt.
Jon Kennedy verliet de band in 1999, waarmee de band haar vocalist, tekstschrijver en mede-oprichter verloor. Jon zou zich hierna niet meer bezighouden met muziek en dit was dan ook het einde van zijn carrière. Een nieuwe vocalist werd gevonden in Dean Seddon, welke echter de hoge vocalen van Jon niet behaalde. Dit zorgde ervoor dat het in 1999 uitgebrachte album "Kings of Chaos" sterk verschilde en van 'Symfonische black metal' overging naar 'melodic black/deathmetal', een stijl welke blackmetal met (lichte) deathmetal invloeden combineert. Ook de nummers waren een stuk korter dan voorheen. Dit alles zorgde ervoor dat het album niet heel goed werd ontvangen door de fans.
Na "Kings of Chaos" besloot de band het rustiger aan te gaan doen en daarbij hun nieuwe stijl te perfectioneren. Plannen voor een nieuw album waren er al en een voorproefje kwam in 2001 met de ep "Miasma", welke ook een Venomcover bevatte. Uiteindelijk werd het album "Redimus" in 2004 uitgebracht, hetgeen een stuk beter ontvangen werd dan "Kings of Chaos". 
In hetzelfde jaar bracht Blackend Records de "The Blackend Collection" uit, een box met daarin de eerste drie albums van de band.
Hierna werd het stil rond de band. Er werd een nieuw keyboardspeler en zanger aangenomen maar enig nieuws omtrent nieuw materiaal is er wel. Wel gaf de band een aantal concerten in 2008 en er werd een nieuw T-shirt uitgebracht.
De band heeft te kennen gegeven te werken aan een nieuw album. De naam van dit album, evenals de tracklist, is nog onbekend.

## Bezetting
De band maakte een aantal wisselingen door, met name in de beginperiode. De grootste verandering voor de stijl van de band was het vervangen van de zanger nadat de oorspronkelijke zanger (Jon Kennedy) de band verliet.

### Huidige bezetting
- Dagon - Zang (2004-)
- Nigel - Gitaar (1995-)
- Andy - Gitaar (1997-)
- Dylan Hughes - Basgitaar (1997-)
- Robert - Drums (1996-)
- Pete - Keyboard (2004-)

### Oudere leden
- Jon Kennedy - Zang (1995-1999)
- Dean Seddon - Zang (1999-2004)
- Marc - Gitaar (1995-1997)
- Paul Massey - Basgitaar (1996-1997)
- Craig - Drums (1995-1996)
- Michael - Keyboard (1996-1999)
- Daz - Keyboard (1999-2004)

## Discografie
- 1995 - An Ode for a Haunted Wood - (demo)
- 1996 - Upon Promeathean Shores (Unscriptured Waters) - (ep)
  - Later opnieuw uitgebracht met twee bonus tracks en een licht veranderde cover.
- 1997 - The Slaughter of Innocence, a Requiem for the Mighty
- 1998 - Dark Requiems... and Unsilent Massacre
- 1999 - Kings of Chaos
- 2001 - Miasma - (ep)
- 2004 - Redimus
- 2004 - The Blackend Collection
- 2013 - Virulent Rapture
  - Bevat de eerste drie albums (The Slaughter of Innocence, Dark Requiems... en Kings of Chaos)

Over de demo uit 1995 is weinig bekend. Het gaat waarschijnlijk over een eerdere uitgave van de ep "Upon Promeathean Shores", aangezien beide dezelfde tracklist bevatten. Het is onbekend of de demo ooit is uitgebracht.